# UFC 263
UFC 263 var en MMA-gala anordnad av UFC. Den ägde rum 12 juni 2021 vid Gila River Arena i Glendale, AZ, USA.

## Bakgrund
En titelmatch i mellanvikt mellan mästaren Israel Adesanya och Marvin Vettori var galans huvudmatch. Ett returmöte. De två möttes vid UFC on Fox: Poirier vs. Gaethje där Adesanya vann via delat domslut.
Delad huvudmatch var titelmatchen i flugvikt mellan regerande mästaren Deiveson Figueiredo och utmanaren Brandon Moreno. Även den matchen var ett returmöte. De två möttes vid UFC 256 där matchen dömdes som oavgjord i ett majoritetsdomslut.

## Ändringar
En welterviktsmatch mellan Leon Edwards och den ständige publikfavoriten Nate Diaz var tänkt att gå av stapeln vid UFC 262, men Diaz drog sig ur ett par veckor innan galan på grund av en mindre skada och matchen sköts upp till den här galan. Trots att den sköts fram behöll matchen sin ursprungliga fem ronders-status och blev därmed den första matchen i organisationens historia att gå fem ronder utan att vara vare sig huvud- eller titelmatch.

### Invägning
Vid invägningen strömmad via Youtube vägde utövarna följande:
1. ↑  Peterson missade invägningen och fick böta 20 % av sin purse till motståndaren.'"`UNIQ--ref-00000005-QINU`"'

## Resultat

### Bonusar
Följande MMA-utövare fick bonusar om 50 000 USD vardera:
- Fight of the Night: Brad Riddell vs. Drew Dober
- Performance of the Night: Brandon Moreno och Paul Craig